# Dicrurus adsimilis
Dicrurus adsimilis là một loài chim trong họ Dicruridae. Loài này trước đó được xem thuộc về châu Á, tuy nhiên các loài châu Á hiện nay gọi là Chèo bẻo (Dicrurus macrocercus). Chúng thuộc về Họ Chèo bẻo.

## Phạm vi phân bố và môi trường sống
Dicrurus adsimilis là một loài cư trú và sinh sản phổ biến và rộng rãi ở châu Phi, phía nam sa mạc Sahara. Chúng ăn côn trùng và thường được tìm thấy trong các khu rừng thưa hoặc bụi rậm, và chịu được khí hậu khô cằn.

## Mô tả
Dicrurus adsimilis dài 25 cm và có chân ngắn. Chúng có kích thước trung bình và thường cân nặng khoảng 50 gram. Chim trống chủ yếu có màu đen bóng, mặc dù đôi cánh của chúng xỉn màu hơn. Chim mái cũng tương tự nhưng ít bóng hơn. Chúng có đầu to với lông mũi và lông mũi phát triển tốt, được sử dụng như các cơ quan cảm giác. Lông đuôi cong ra ngoài, tạo thành cái đuôi chẻ đôi. Mỏ có màu đen và nặng, và mắt có màu đỏ.

## Tiếng kêu
Tiếng kêu rít như kim loại cọ xát vào nhau. Dicrurus adsimilis sử dụng tiếng kêu báo động giả về mối đe dọa để ăn trộm thức ăn của các loài chim chim khác và động vật như meerkat. Chúng kêu như tín hiệu báo động động vật săn mồi hoặc bắt chước tiếng kêu báo động của loài chúng định cướp mồi đang săn được mồi. Nạn nhân bị lừa chạy tìm chỗ ẩn nấp và để lại thức ăn của chúng và bị loài chim này cướp mồi.

## Hình ảnh

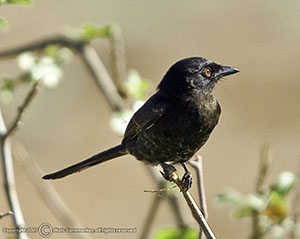
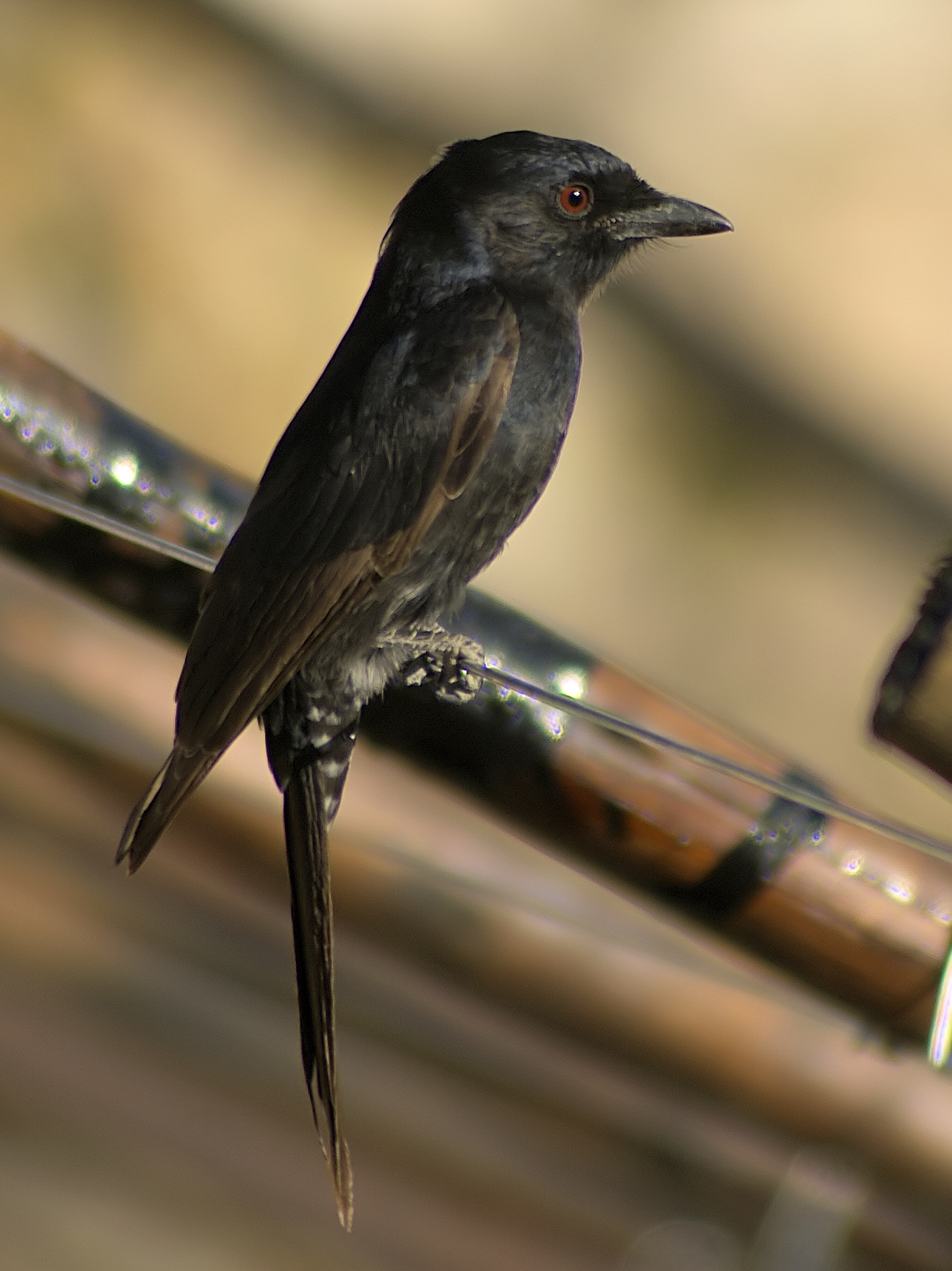
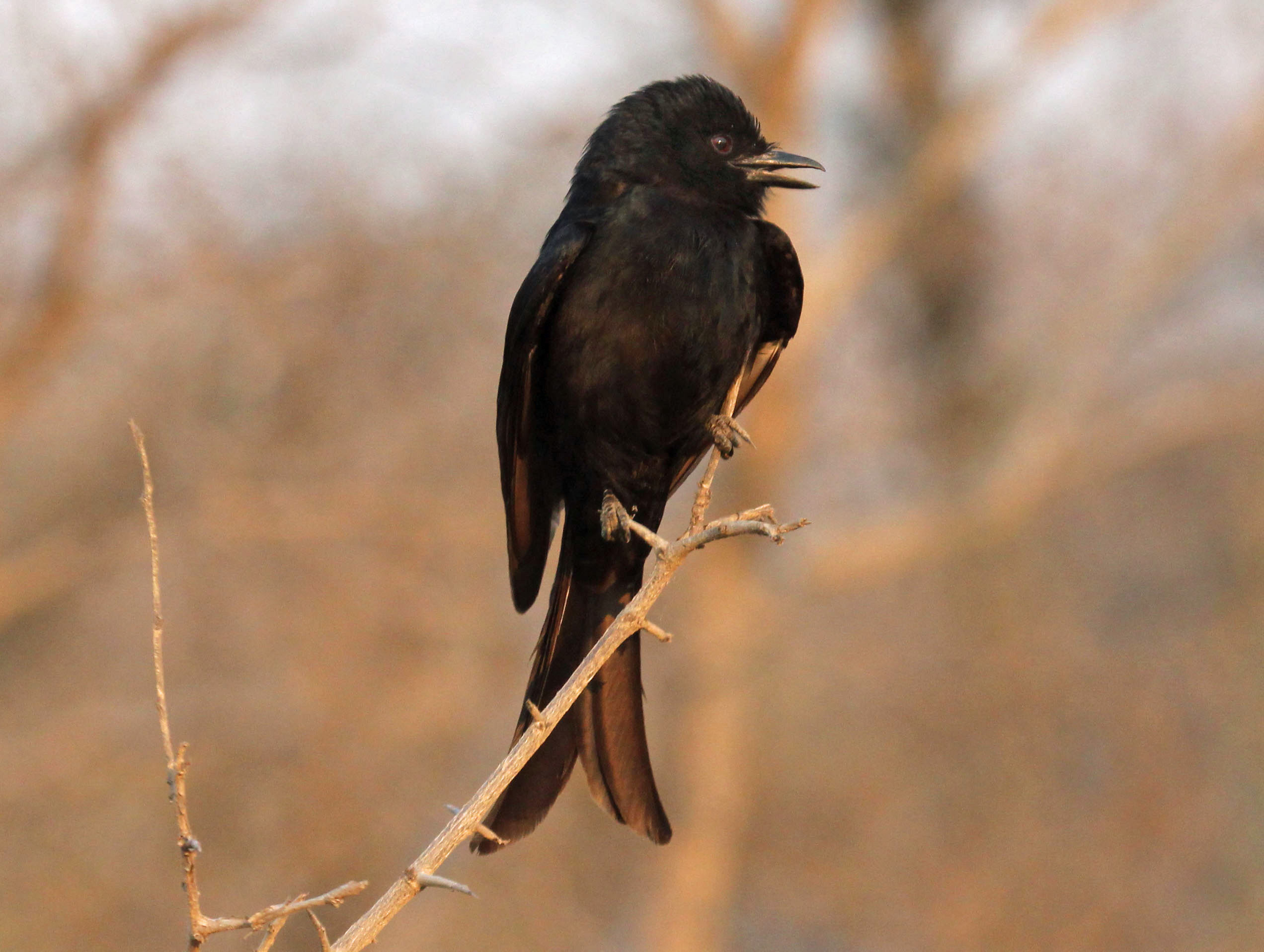
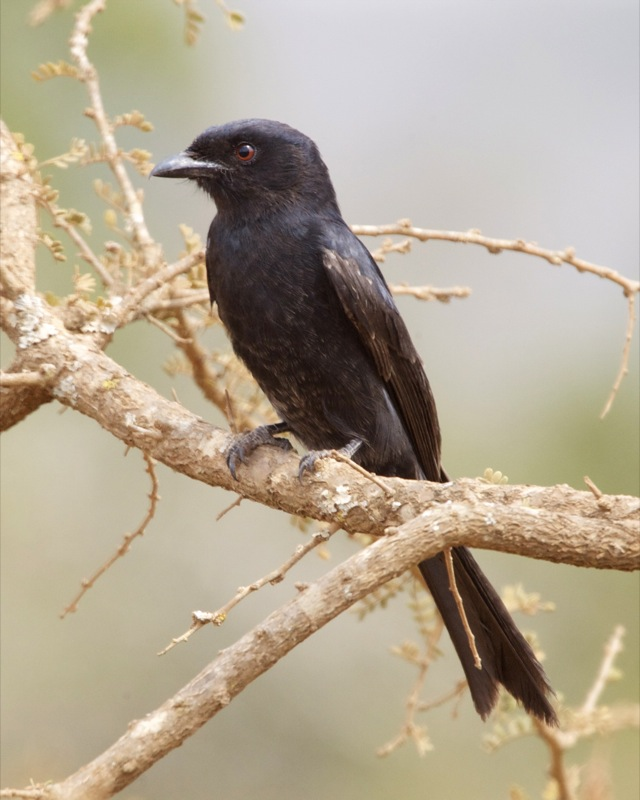
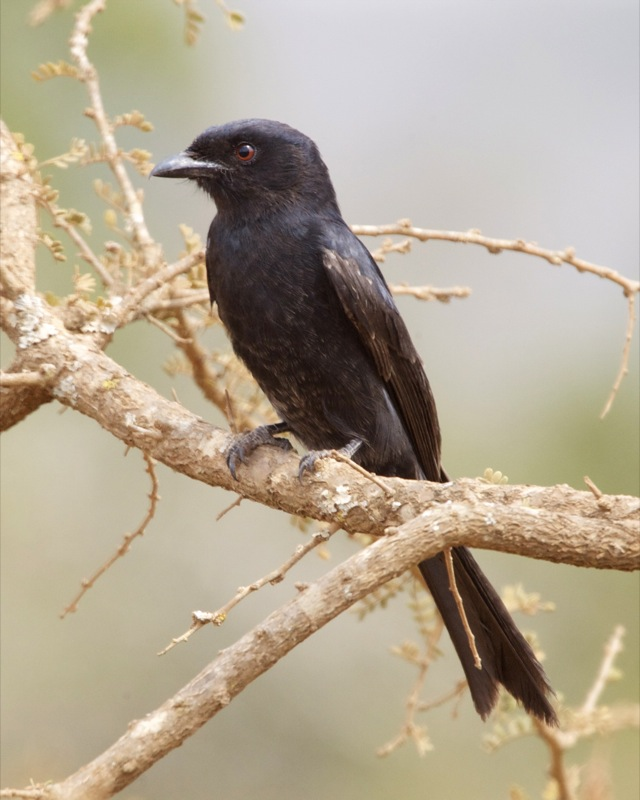
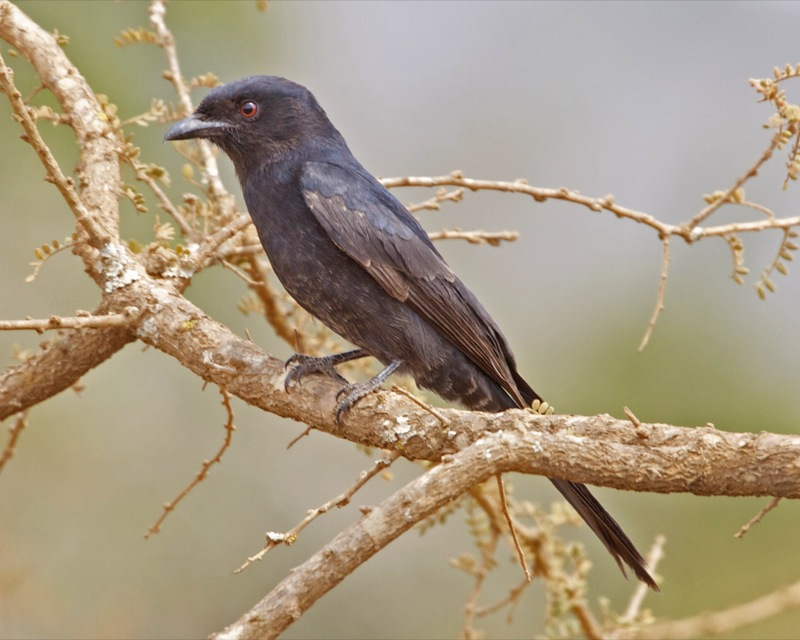
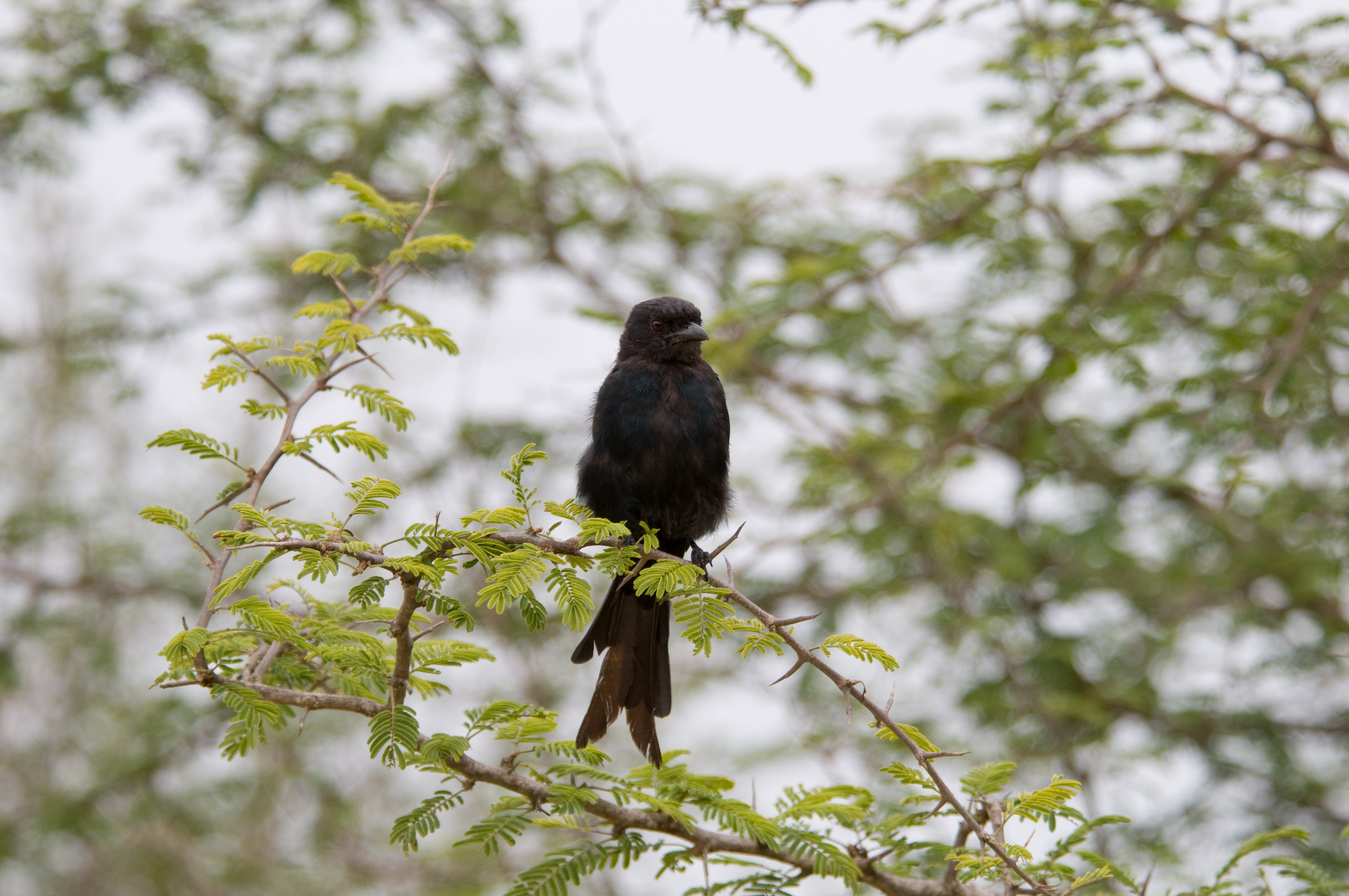